# Sandra Zwolle
Sandra Zwolle (15 maart 1971) is een voormalig langebaanschaatsster uit Nederland.
Sandra Zwolle behoorde gedurende de gehele jaren 90 bij de Nederlandse schaatstop. De introductie van de WK Afstanden in 1996 bood haar ook de kans om internationaal succes te halen. Gelijk bij de eerste editie in Hamar sloeg ze haar slag door brons te veroveren op de 1500 meter, met slechts 0,04 achterstand op nummer twee Claudia Pechstein. Ook op de 1000 meter haalde ze in 1996 een goed resultaat, al eindigde ze met een vierde plaats net naast het podium. Een jaar later verbeterde ze deze prestatie op de 1000 meter. Bij de WK Afstanden van 1997 in Warschau reed ze naar een tweede tijd en kreeg zodoende een zilveren medaille omgehangen op het podium.
Na een punt te hebben gezet achter haar actieve schaatscarrière, is Sandra Zwolle inmiddels werkzaam bij het Thialf ijsstadion te Heerenveen als stadionspeaker. Hier spreekt ze het publiek toe tijdens verschillende nationale en internationale schaatsevenementen.

## Resultaten
| Jaar | NK Afstanden                       | NK Allround          | NK Sprint           | EK Allround            | Wereldbeker                   | WK Afstanden                | WK Sprint                | Olympische Spelen  | WK Junioren        |
| ---- | ---------------------------------- | -------------------- | ------------------- | ---------------------- | ----------------------------- | --------------------------- | ------------------------ | ------------------ | ------------------ |
| 1988 | 9e 500m 10e 1000m 16e 1500m        |                      |                     |                        |                               |                             |                          |                    | 6e · (17e, , , 8e) |
| 1989 | 14e 1500m                          |                      |                     |                        |                               |                             |                          | · (6e, , , 5e)     |                    |
| 1990 | 7e 500m 13e 1500m 14e 3000m        | 8e · (5e, 8e, , 12e) |                     |                        | 35e 1000m 19e 1500m 28e 3k/5k |                             | 15e (17e, 15e, 19e, 11e) |                    |                    |
| 1991 | 19e 500m 10e 3000m                 | · (, 6e, , 5e)       | 6e (8e, 6e, 7e, 5e) | NC17 (9e ,11e ,17e, -) |                               |                             |                          |                    |                    |
| 1992 | 6e 500m 6e 1500m 5e 3000m 5e 5000m | 5e · (, 10e, , 7e)   |                     |                        |                               |                             |                          |                    |                    |
| 1993 |                                    |                      |                     |                        |                               |                             |                          |                    |                    |
| 1994 | 500m · 1000m · 4e 1500m            |                      | · (, )              |                        | 23e 500m 18e 1000m            | 20e                         |                          |                    |                    |
| 1995 | 500m · 1000m · 6e 1500m            |                      | · (, , 4e, )        |                        | 22e 500m 18e 1000m            | 13e                         |                          |                    |                    |
| 1996 | 4e 500m · 1000m                    |                      | 4e · (4e, 5e, 4e, ) |                        | 19e 500m 5e 1000m 6e 1500m    | 20e 500m · 4e 1000m · 1500m | 15e                      |                    |                    |
| 1997 |                                    |                      | · (, )              |                        | 23e 500m 16e 1000m 35e 1500m  | 1000m                       | 17e                      |                    |                    |
| 1998 | 500m · 1000m · 6e 1500m            | · (, , 5e)           | 4e · (, 6e, 4e)     |                        | 28e 500m 16e 1000m 24e 1500m  | 13e 1000m                   | 16e                      | 17e 500m 15e 1000m |                    |
| 1999 | 500m · 4e 1000m · 7e 1500m         |                      | 4e · (4e, , 4e,     |                        | 34e 500m 21e 1000m            |                             |                          |                    |                    |

NC17 = niet gekwalificeerd voor de laatste afstand, maar wel als 17e geklasseerd in de eindrangschikking

### Medaillespiegel
| kampioenschap          | goud | zilver | brons |
| ---------------------- | ---- | ------ | ----- |
| NK Afstanden           | 2    | 0      | 6     |
| NK Allround Klassement | 0    | 1      | 1     |
| NK Allround Afstanden  | 4    | 3      | 1     |
| NK Sprint Klassement   | 0    | 2      | 1     |
| NK Sprint Afstande     | 2    | 6      | 8     |
| EK Allround            | 0    | 0      | 0     |
| Wereldbeker            | 0    | 0      | 0     |
| WK Afstanden           | 0    | 1      | 1     |
| WK Sprint              | 0    | 0      | 0     |
| WK Junioren            | 0    | 0      | 1     |